# Schenkeldijk (zeewering)
Een schenkeldijk is een korte dijk die een dwarsverbinding vormt tussen twee dicht bij elkaar gelegen dijken. Het woord is verwant met schakel.
Tal van buurtschappen en andere veldnamen in een poldergebied voeren de naam Schenkeldijk of een andere hieraan gerelateerde benaming.